# Liste de peintures de Francisco de Zurbarán
Article principal : Francisco de Zurbarán
| Tableau | Titre                                                                           | Date               | Dimensions       | Lieu d’exposition                                       |
| ------- | ------------------------------------------------------------------------------- | ------------------ | ---------------- | ------------------------------------------------------- |
|         | Le Christ en croix                                                              | 1627               | 290 × 168 cm     | Institut d'art, Chicago                                 |
|         | Saint Sérapion                                                                  | 1628               | 120 × 103 cm     | Hartford, Wadsworth Atheneum                            |
|         | L'Exposition du corps de Saint Bonaventure                                      | 1629               | 250 × 225 cm     | Paris, musée du Louvre                                  |
|         | Apparition de saint Pierre à saint Pierre Nolasque                              | 1629               | 179 × 223 cm     | Madrid, musée du Prado                                  |
|         | La Vision de saint Pierre Nolasque                                              | 1629               | 179 × 223 cm     | Madrid, Prado                                           |
|         | La Vision de Saint Alonso Rodriguez                                             | 1630               | 266 × 167 cm     | Madrid, Academia de Bellas Artes de San Fernando        |
|         | La Vierge enfant en extase                                                      | 1630               | 117 × 94 cm      | New York, Metropolitan Museum of Art                    |
|         | L'Enfant Jésus se blessant avec la couronne d'épines, dit La Maison de Nazareth | c. 1630            | 165 × 230 cm     | Cleveland, Museum of Art                                |
|         | Sainte Agathe                                                                   | 1630-1633          | 127 × 60 cm      | Musée Fabre, Montpellier                                |
|         | Agnus Dei                                                                       | 1630-1635          | 38 × 62 cm       | Musée du Prado, Madrid                                  |
|         | Sainte Marguerite                                                               | c. 1631            | 194 × 112 cm     | National Gallery, Londres                               |
|         | Triomphe de saint Thomas d'Aquin                                                | 1631               | 475 × 375 cm     | Musée des beaux-arts de Séville                         |
|         | Saint André                                                                     | c. 1630-1632       | 146 × 60 cm      | Magyar Szépmüvészeti Múzeum, Budapest                   |
|         | Fray Jerónimo Pérez                                                             | 1630-1634          | 193 × 122 cm     | Académie royale des beaux-arts Saint-Ferdinand, Madrid  |
|         | Saint Hugues au réfectoire des Chartreux                                        | 1630-1635          | 262 × 307 cm     | Séville, musée des beaux-arts                           |
|         | Nature morte avec poterie et tasses                                             | c. 1633            | 46 × 84 cm       | Madrid, musée du Prado                                  |
|         | Nature morte avec citrons, oranges et tasse                                     | 1633               | 62 × 109 cm      | Pasadena, The Norton Simon Museum                       |
|         | Hercule affrontant le lion de Némée                                             | 1634               | 151 × 166 cm     | Madrid, musée du Prado                                  |
|         | Hercule tuant l'hydre de Lerne                                                  | 1634               | 133 × 167 cm     | Madrid, musée du Prado                                  |
|         | Hercule tuant le sanglier d'Érymanthe                                           | 1634               | 132 × 153 cm     | Madrid, musée du Prado                                  |
|         | Hercule déviant le fleuve Alphée                                                | 1634               | 133 × 153 cm     | Madrid, musée du Prado                                  |
|         | Hercule capturant le taureau de Crête                                           | 1634               | 133 × 152 cm     | Madrid, musée du Prado                                  |
|         | Hercule tuant le roi Eurytion                                                   | 1634               | 136 × 167 cm     | Madrid, musée du Prado                                  |
|         | Hercule séparant les monts Calpe et Abyla                                       | 1634               | 136 × 167 cm     | Madrid, musée du Prado                                  |
|         | Hercule tuant Antée                                                             | 1634               | 136 × 153 cm     | Madrid, musée du Prado                                  |
|         | Hercule capturant Cerbère                                                       | 1634               | 132 × 151 cm     | Madrid, musée du Prado                                  |
|         | Hercule mourant sur le bûcher                                                   | 1634               | 136 × 167 cm     | Madrid, musée du Prado                                  |
|         | La Défense de Cadix                                                             | 1634               | 302 × 323 cm     | Musée du Prado, Madrid                                  |
|         | La Reddition de Séville                                                         | 1634               | 160 × 208 cm     | (Grande-Bretagne, collection du duc de Westminster)     |
|         | Sainte Casilda                                                                  | 1635               | 171 × 107 cm     | Musée Thyssen-Bornemisza, Madrid                        |
|         | Saint François en Meditation                                                    | 1635-1639          | 152 × 99 cm      | National Gallery, Londres                               |
|         | Saint Luc en peintre devant la crucifixion                                      | 1635-1640          | 105 × 84 cm      | Madrid, musée du Prado                                  |
|         | Ariete                                                                          | 1635-1640          | 38 × 62 cm       | Socorro, Madrid                                         |
|         | Sainte Lucie                                                                    | 1635-1640          | 115 × 68 cm      | Musée des Beaux-Arts de Chartres                        |
|         | Sainte Apolline                                                                 | 1636               | 134 × 67 cm      | Paris, musée du Louvre                                  |
|         | Saint Laurent                                                                   | 1636               | 292 × 225 cm     | Musée de l'Ermitage, Saint-Petersbourg                  |
|         | L'Annonciation                                                                  | 1638-1639          | 261 × 175 cm     | Musée de Grenoble                                       |
|         | L'Adoration des bergers                                                         | 1638               | 261 × 175 cm     | Musée de Grenoble                                       |
|         | Saint Romain d'Antioche and Saint Barulas                                       | 1638               | 246 × 160 cm     | Art Institute of Chicago                                |
|         | L'Immaculée conception avec sainte Anne et saint Jacques                        | 1638-1640          | 255 × 177 cm     | National Gallery of Scotland, Edimbourg                 |
|         | L'Adoration des mages                                                           | 1638-1639          | 263,5 × 175 cm   | Musée de Grenoble                                       |
|         | La Circoncision                                                                 | 1638-1639          | 261 × 175 cm     | Musée de Grenoble                                       |
|         | Saint Jérôme flagellé par les anges                                             | 1639               | 235 × 290 cm     | Cloître des Hiéronymites, Guadalupe                     |
|         | La tentation de Saint Jérôme                                                    | 1639               | 235 × 290 cm     | Cloître des Hiéronymites, Guadalupe                     |
|         | Saint Antoine Abbé                                                              | vers 1640          | 235 × 290 cm     | Musée des Offices Florence                              |
|         | Saint François en extase                                                        | 1658               | 64 × 53 cm       | Alte Pinakothek, Munich                                 |
|         | Saint François                                                                  | 1659               | 270 × 110 cm     | musée des beaux-arts, Lyon                              |
|         | La Vierge Marie comme un enfant en train de prier                               | 1660               | 73,5 × 53,5 cm   | Musée de l'Ermitage, Saint-Pétersbourg                  |
|         | L'Immaculée Conception                                                          | 1661               | 136 × 102 cm     | Magyar Szépmüvészeti Múzeum, Budapest                   |
|         | L'Enterrement de Sainte Catherine                                               | XVIIe siècle       | 198 x 133 cm     | collection privée du comte de Ibarra, Séville           |
|         | L'Immaculée Conception                                                          | entre 1635 et 1637 | 183 x 107 cm     | Marchena, province de Séville, église San Juan Bautista |
|         | Sainte Marguerite                                                               | 1631               | 194 x 112 cm     | National Gallery, Londres                               |
|         | Sainte Élisabeth de Portugal                                                    | vers 1635          | 184 x 98 cm      | musée du Prado, Madrid                                  |
|         | Saint Jérôme pénitent                                                           | vers 1650          | 174,5 x 123,2 cm | musée Girodet, Montargis                                |
|         | Les Disciples d'Emmaüs                                                          | vers 1650–60       | 228 x 154 cm     | musée des beaux-arts, Mexico                            |
|         | Le Voile de Véronique                                                           | 1635               | 70 x 51,5 cm     | National museum, Stockholm                              |
|         | Le Voile de Véronique                                                           | 1658               | 83.5 x 105 cm    | musée national, Valladolid                              |

- L'Apparition de l'enfant Jésus à saint Antoine de Padoue (Étréham, église Saint-Romain)
- Saint François à genoux avec une tête de mort (Madrid, collection Plácido Domingo)
- Le Repos pendant la fuite en Égypte (Budapest, Szépmüvészti Muzeum)
- La Promenade de saint Joseph et de l'Enfant Jésus (Paris, église Saint-Médard)
- Sant'Orsola et Sant'Eufemia (musée du Palazzo Rosso de Gênes, Italie)
- L'Ange Gabriel (Montpellier, musée Fabre).
- La Fuite en Égypte (Besançon, musée des beaux-arts et d'archéologie)
- Felipe de Guimaran, Père de la Merci (Pau, musée des beaux-arts)
- L'Enfant Jésus se blessant avec la couronne d'épines dans un paysage, Fondation Bemberg, Toulouse
- Christ portant sa croix, Cathédrale d'Orléans
- I'Immaculée conception, église Saint-Gervais, Langon

## Catalogues d’exposition
- 1966 : Dans la lumière de Vermeer, Paris, musée de l'Orangerie, 24 septembre - 28 novembre 1966 (Sainte Apolline, Paris, musée du Louvre)
- 1966 : Dans la lumière de Vermeer, Paris, musée de l'Orangerie, 24 septembre - 28 novembre 1966 (Nature morte avec poterie et tasses, Madrid, musée du Prado).